# Leven van Adam en Eva

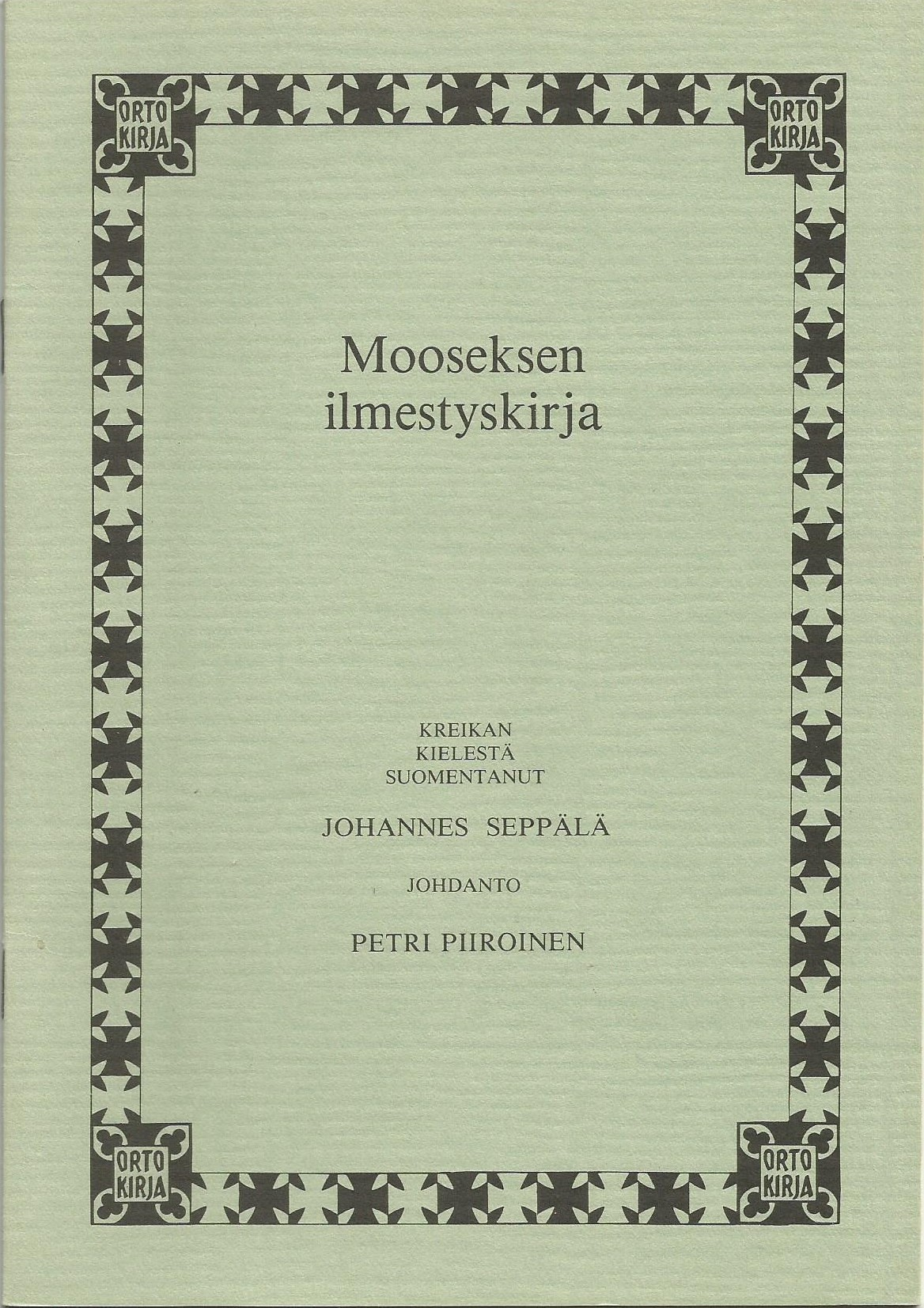
Finse voorkant van het boek Leven van Adam en Eva.

Het Leven van Adam en Eva, ook wel bekend als de Openbaring van Mozes, is een groep joodse pseudepigrafische geschriften die gaat over de verdrijving van Adam en Eva uit het paradijs en wordt gerekend tot de apocalyptische literatuur. Hoewel de geschriften nooit zijn gerekend tot de canon van de Bijbel hebben ze, vooral door het verhaal over de val van Satan, grote invloed gehad - tot in de Koran. De meeste verhalen worden gedateerd op de 3e tot de 5e eeuw, maar het vermoeden is dat ze teruggrijpen op een gezamenlijke bron in een Semitische taal uit de 1e eeuw.

## Tekstversies
De Griekse versie Apocalyps Mosis, "Openbaring van Mozes" kreeg deze naam van de Duitse Bijbelwetenschapper Konstantin von Tischendorf, omdat in de eerste zin van het boek staat dat dit verhaal geopenbaard werd aan Mozes, die verder echter niet in het verhaal voorkomt. Tischendorf reconstrueerde de tekst uit vier manuscripten en publiceerde deze in 1866.
De Latijnse versie Vita Adami et Evae, "Leven van Adam en Eva" werd gereconstrueerd door W. Meyer in 1878. Hij gebruikt hoofdzakelijk drie manuscripten uit de 9e - 12e eeuw. Deze versies zijn waarschijnlijk later geschreven dan de Griekse. De verhalen komen slechts deels overeen en verschillen dan ook in de details.
Er zijn ook versies in het Oudkerkslavisch en Armeens.

## Inhoud
Het Leven van Adam en Eva overlapt deels met het paradijsverhaal in Genesis 3. In het Leven van Adam en Eva is Satan een engel in menselijke gedaante, die los van de slang aanwezig is wanneer die Eva verleidt. 
Eva laat zich in deze verhalen twee keer verleiden (tegenover één keer in Genesis). De eerste keer is wanneer Eva van de Boom van de kennis van goed en kwaad eet. Wanneer Adam en zij vervolgens uit de Hof van Eden verbannen worden, vindt Adam dat ze boete moeten doen voor hun zonde. Hij zal daarvoor veertig dagen gescheiden van haar in de rivier Jordaan staan, zij veertig dagen in de Tigris. Na achttien dagen benadert Satan Eva opnieuw in de gedaante van een engel. Hij vertelt haar dat ze is vergeven en dat ze eruit mag komen, waarop Eva uit de rivier stapt.
In een ander verhaal gebood God al zijn engelen te buigen voor zijn grootste schepping: Adam. Lucifer (Satan) weigert te buigen voor een mindere en latere schepping. Vervolgens bouwt hij een altaar in de hemel dat hoger is dan dat van God. Een woeste God verbant Satan daarop naar de Hel.

## Doorwerking
Dit laatste verhaal staat ook in de Koran. In de islamitische versie is Adam gemaakt van klei en bestaan er ook zogenaamde djinns, gemaakt van 'vuur zonder rook'. Wanneer God alle engelen gebiedt te buigen voor Adam, gehoorzamen alle engelen en alle djinns, behalve Satan. De djinns worden geacht vrije wil te hebben en kunnen daardoor ongehoorzaam zijn aan God.